# Ondata di freddo dell'inverno tra il 1407 e il 1408
L'inverno tra il 1407 e il 1408 per la sua durata e rigidità si ritiene essere stato probabilmente l'inverno più freddo dell'ultimo millennio insieme al 1709.

## Fatti
Dai documenti dell'epoca si sa che il gelo iniziò in Francia il 10 novembre, e un documento del parlamento francese riferisce che il giorno di San Martino vi era un "freddo insopportabile" e che, nonostante lo scrivano tenesse l'inchiostro vicino al fuoco per non farlo gelare, esso gelava "di tre parole in tre parole". Il freddo intenso durò fino a gennaio, ma riprese a metà febbraio meno intensamente e finì definitivamente ad aprile.
Anche nel resto dell'Europa il gelo fu eccezionale: il Tamigi rimase completamente gelato per la durata record di 14 settimane tra dicembre e marzo, i ghiacci polari raggiunsero addirittura la Scozia, isolando completamente l'Islanda; la neve a Firenze rimase al suolo per 45 giorni consecutivi, si seccarono gli ulivi, le viti e gli altri alberi da frutto. Anche in Francia la maggior parte delle vigne e degli alberi da frutto furono distrutti.